# Molophilus (Molophilus) flemingi
Molophilus (Molophilus) flemingi is een tweevleugelige uit de familie steltmuggen (Limoniidae). De soort komt voor in het Neotropisch gebied.